# Aza-
Pour le groupe de musique, voir Aza.
En chimie organique, le préfixe aza- de la nomenclature des hétérocycles, dite de Hantzsch-Widman, désigne les composés dont un atome de carbone a été remplacé par un atome d'azote. Le terme diaza- associé fait référence à un composé dont deux atomes de carbone ont été remplacés par deux atomes d'azote. Le numéro de l'atome remplacé est parfois indiqué avec un tiret. Ce préfixe dérive par contraction du mot français azote.

## Exemples
- Azolidine (Pyrrolidine)
- Azacycloheptan-2-one (Caprolactame)
- 1,3-diazanaphtaline (Quinazoline)